# Ceratophyllum echinatum
Ceratophyllum echinatum, vodena trajnica iz roda voščika, jedna od pet ili šest vrsta u porodici voščikovki.
Kao sjevernoamerički endem raste po jezerima Kanade i pacifičkog sjeverozapada i istočnim predjelima Sjedinjenih država.